# 241 f.Kr.
| 241 f.Kr.          |
| ------------------ |
| Dødsfald - Fødsler |
|                    |

## Begivenheder
- Rom går sejrrig ud af første puniske krig

## Født
- Antiochos 3. konge af Seleukideriget.
- Laodike 3. - prinsesse fra Pontos og hustru til Antiochos 3. af Seleukideriget